# 吳紫韻
吳紫韻（英語：Purple Ng Tze Wan，1992年6月25日—），香港女演員及模特兒，亦是名模Cara G.師妹，2018年開始參與電視節目演出，2019年成為TVB娛樂新聞台的主持之一。

## 電視劇
| 首播       | 劇名                     | 角色                     |
| 無綫電視   |                          |                          |
| 2019年至今 | 愛·回家之開心速遞        | 蘇八（青年）             |
| 2019年至今 | 愛·回家之開心速遞        | 電台主持（第1751集）     |
| 2019年至今 | 愛·回家之開心速遞        | 臭腳芳（第1798、1800集） |
| 2021年     | 陀槍師姐2021             |                          |
| 2021年     | 欺詐劇團                 | 頒獎嘉賓                 |
| 2021年     | 寶寶大過天               | 游大浪之情婦             |
| 2021年     | 我家無難事               | 公關                     |
| 2021年     | 星空下的仁醫             | 私家看護                 |
| 2021年     | 十月初五的月光           | Vicky                    |
| 2021年     | 拳王                     | 銷售員（Irene）          |
| 2022年     | 十八年後的終極告白2.0    | 客人                     |
| 2022年     | 回歸光影頌: 母親的乒乓球 | 途人                     |
| 2022年     | 白色強人II               | 主播                     |
| 2023年     | 法言人                   | Brenda                   |
| 2023年     | 隱形戰隊                 | 新聞主播                 |
| 2023年     | 寵愛Pet Pet              | 輝妻                     |
| 2023年     | 寵愛Pet Pet              | 客人                     |
| 2024年     | 婚後事                   |                          |
| 2024年     | 逆天奇案2                | 王慎之                   |

## 綜藝節目
- 2018年 美女廚房
- 2018年 延禧南巡
- 2019年 3日2夜
- 2019年 識玩旅行團
- 2019年 眼睛去旅行
- 2020年 姊妹淘
- 2022年 不可能任務
- 2022年 全能司儀選拔大賽2022

## 主持節目
- 2019年至2022年 娛樂新聞台
- 2019年 3日2夜
- 2020至2021年 姊妹淘

## 外部連結
- 吳紫韻的Instagram帳戶
- 吳紫韻的Facebook專頁
- YouTube上的吳紫韻頻道